# Domicio Sabino
Con el nombre de Domicio Sabino encontramos a dos militares de la Antigua Roma; el primero un centurión en tiempos de Galba, y el segundo un tribuno de los soldados en tiempos de Vespasiano.

## Biografía

### Domicio Sabino (69)
El primer Domicio Sabino citado es mencionado como uno de los centuriones primipilares, oficiales del ejército romano que mandaban una centuria primipili o primiliaria, es decir, que estaban al frente de la primera centuria de la primera cohorte de una legión, oficial de categoría más elevada después de tribuno y asistía a los concejos de guerra y daba en ellos su opinión, y además del sueldo tenía derecho a dar licencias y eximir de ciertos servicios a los soldados, lo cual le producía bastantes beneficios.
Según Tácito, Mario Celso, cónsul elegido por Nerón, después fiel a Galba, más tarde a favor de Otón, quien le rescató de una banda de soldados y posteriormente bajo su sucesor Vitelio, en el que retuvo el título de "cónsul-jefe", fue enviado en tiempos de Galba con las fuerzas elegidas desde Illyrium y acamparon bajo el pórtico de Vespasiano, y las mismas órdenes fueron dadas a los centuriones de primer rango Domicio Sabino y Anulino Sereno, centurión de las cohortes pretorianas para sacar desde el Templo de la Libertad a los soldados germánicos de allí. La legión, reclutada desde la infantería, no era de confianza, ya que ellos habían visto al ejército de Galba entrar en Roma y la masacre de sus campañas y con las mentes exasperadas, anhelaron venganza.

### Domicio Sabino (66-73)
El segundo, según la obra de Flavio Josefo, La guerra de los judíos, fue un tribuno de los soldados o tribuno legionario, el oficial superior de la legión romana, equivalente a brigadier, cuyas atribuciones eran muchas y muy variadas, quien sirvió bajo Vespasiano y Tito en la guerra de los judíos, y es conocido por sus inteligentes acciones de la citada guerra.